# Château de Waldeck
Ne doit pas être confondu avec Château du Waldeck.
Le château de Waldeck se situe dans l'écart de Waldeck, dans la commune française d'Éguelshardt et le département de la Moselle. 
Son accès se fait par un sentier depuis l'étang de Waldeck que l'on peut rejoindre par l'écart de Bannstein et la RN62.

## Toponymie
Anciennes mentions : Waldeske (1227) ; Waltecke (1337) ; Waldecken (1337) ; Waleck (1490) ; Le château ruiné de Valderken (1594) ; chasteau de Waldeck (1660).

## Histoire
Construit sur un ensemble de trois rochers à l'ouest de l'écart de Waldeck, à la fin du XIIIe siècle, pour le duc Ferry III de Lorraine, le château permet de défendre les marches orientales de son domaine. En 1227, il est une possession des Limanges (Leiningen). Puis en 1316, la moitié du château appartient alors aux Kirkel, descendants des Sarrewerden, et une partie est donnée aux Lichtenberg. Le donjon est un poste d'observation idéal pour contrôler la route reliant l'Alsace à l'abbaye de Sturzelbronn et au Palatinat.
Une paix castrale est signée en 1341 entre les Kirkel et les Lichtenberg, régissant la cohabitation dans le château. La famille de Kirkel s'éteint en 1387 et en 1399, le comte Hanemann le Jeune de Deux-Ponts-Bitche donne sa part en gage aux Lichtenberg. Le château redevient propriété des comtes de Deux-Ponts-Bitche en 1395 et en 1443, Frédéric de Deux-Ponts-Bitche est le seul propriétaire du château du Waldeck, les Lichtenberg ne faisant plus état du château parmi leurs propriétés et les Limanges en ont été expulsés. 
En 1570, le dernier comte de Deux-Ponts-Bitche, Jacques, décède et Philippe V de Hanau-Lichtenberg, son gendre, hérite du château de Waldeck. Le long différend qui survient entre Charles III et la famille de Hanau-Lichtenberg à propos de l'acquittement des contributions de vassalité dues au duc de Lorraine, ne sera réglé qu'en 1606, date à laquelle tout le comté de Bitche, et donc le château de Waldeck, reviendra au duché de Lorraine. C'est à ce moment que des bornes, délimitant le duché de Lorraine et le comté de Hanau-Lichtenberg, sont posées. Elles sont encore visibles de nos jours. La forteresse est démantelée en 1633 par les troupes françaises du maréchal de la Force. Un nouveau combat a lieu le 26 mars 1761 où les troupes de Nicolas d'Origny, le régiment d'infanterie de Turpin délogèrent le bataillon anglais qui s'y trouvait, cette victoire couta la vie au colonel d'Origny.

## Édifice
Dominant l'écart de Waldeck situé à l'est, le château occupe un éperon gréseux qui émerge de la forêt. Il comprenait, jusqu'au XIXe siècle, deux hautes tours de plan carré. Celle au nord a été détruite par la foudre au XIXe siècle, celle au sud, restaurée en 1900 par le Club vosgien, est construite en appareil régulier de grès à bossages et a conservé son crénelage. Le château est classé monument historique depuis le 16 février 1930 et l'accès aux ruines est interdit depuis 1999.
Du côté est, en contrebas de la tour à laquelle on accédait par une échelle mobile, subsistent les vestiges de la basse-cour, dont l'enceinte est encore visible. À l'extrémité nord de la plate-forme, une grande pièce souterraine à pilier central, a été creusée dans le rocher. On peut également observer la tour carrée en pierres à bossages ainsi que la citerne. Du château s'offre une vue imprenable sur la vallée de l'Erbsenthal et l'étang de Hanau.

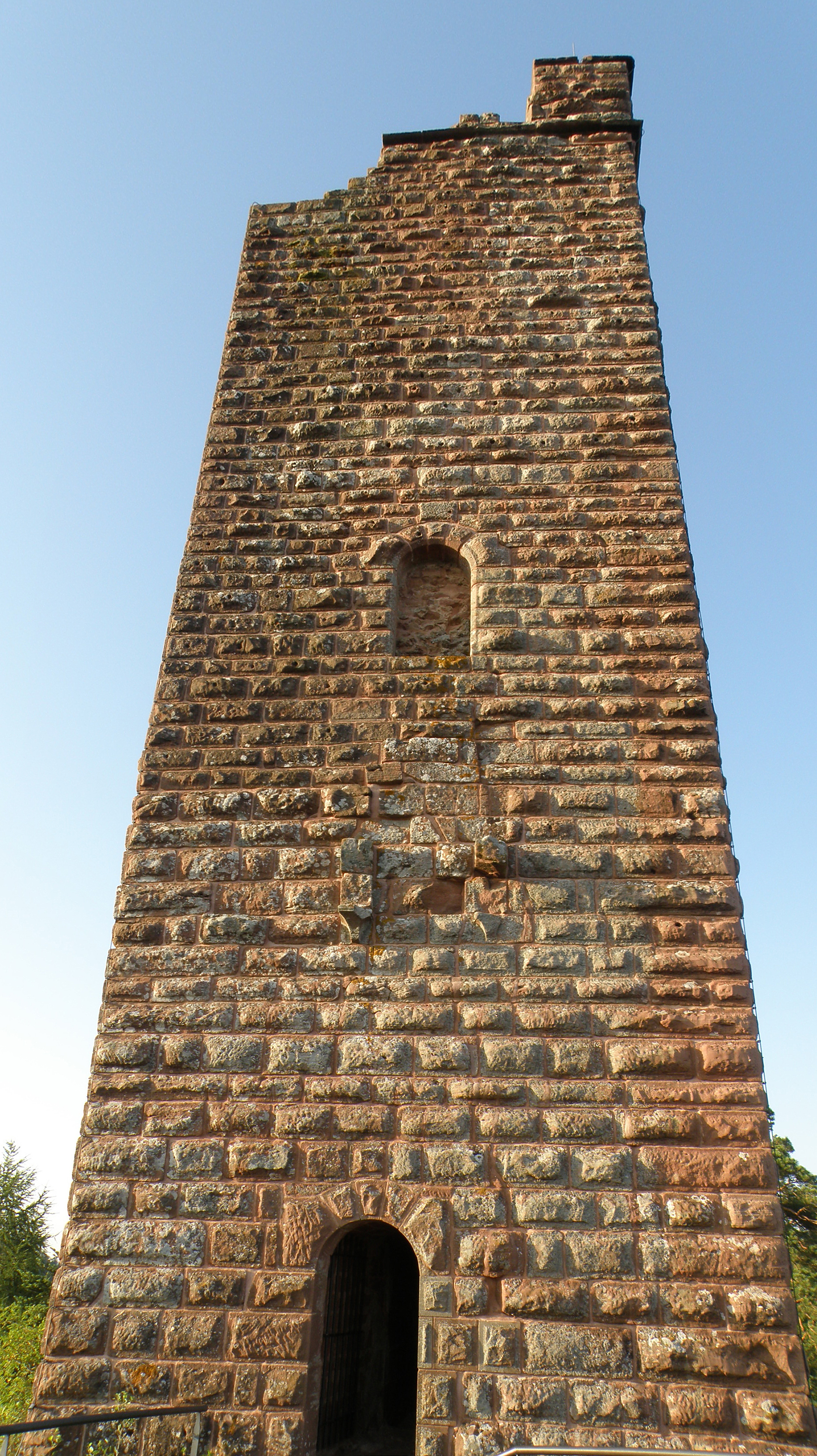
Tour.
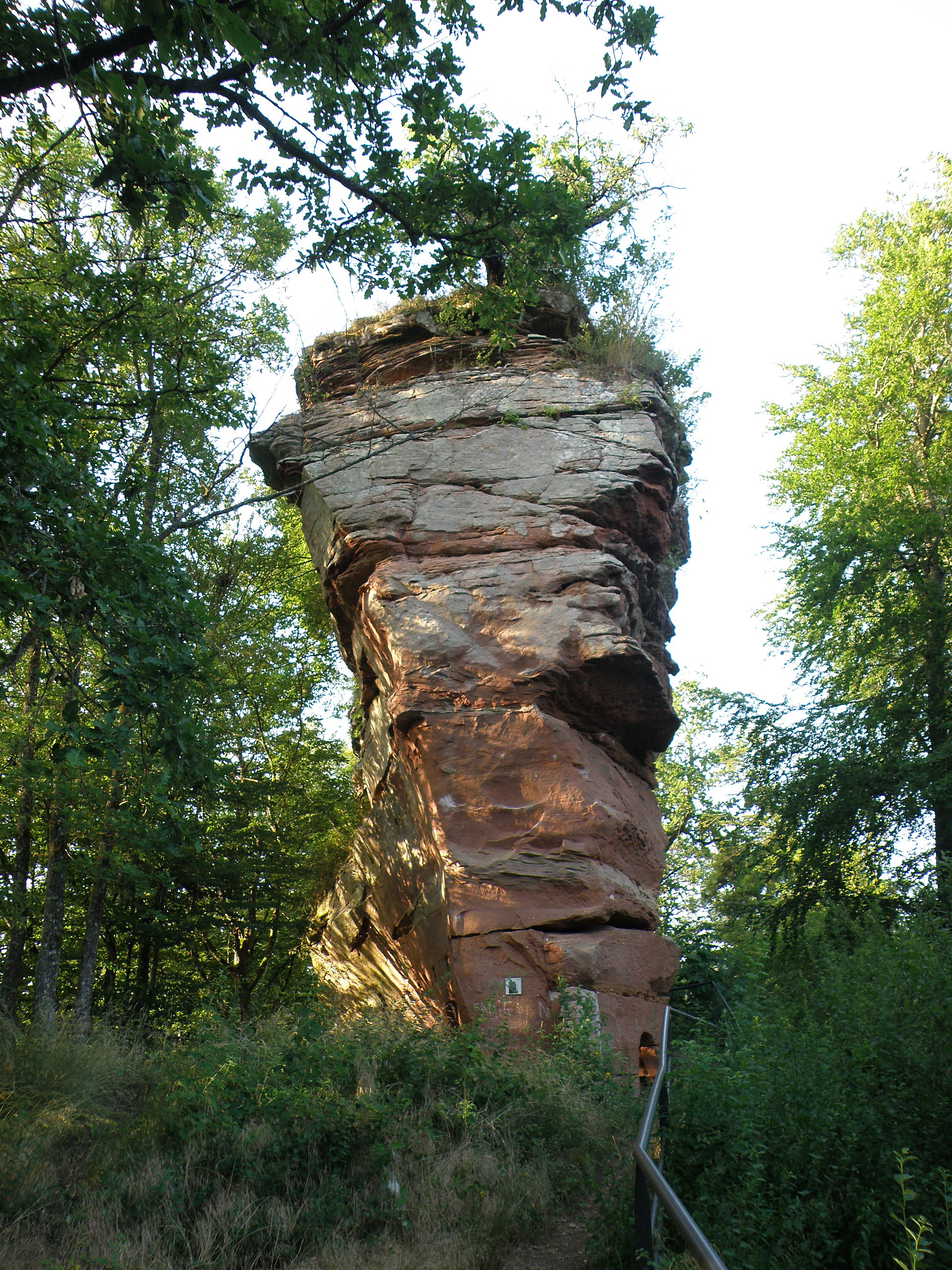
Éperon sur lequel se dresse le château.
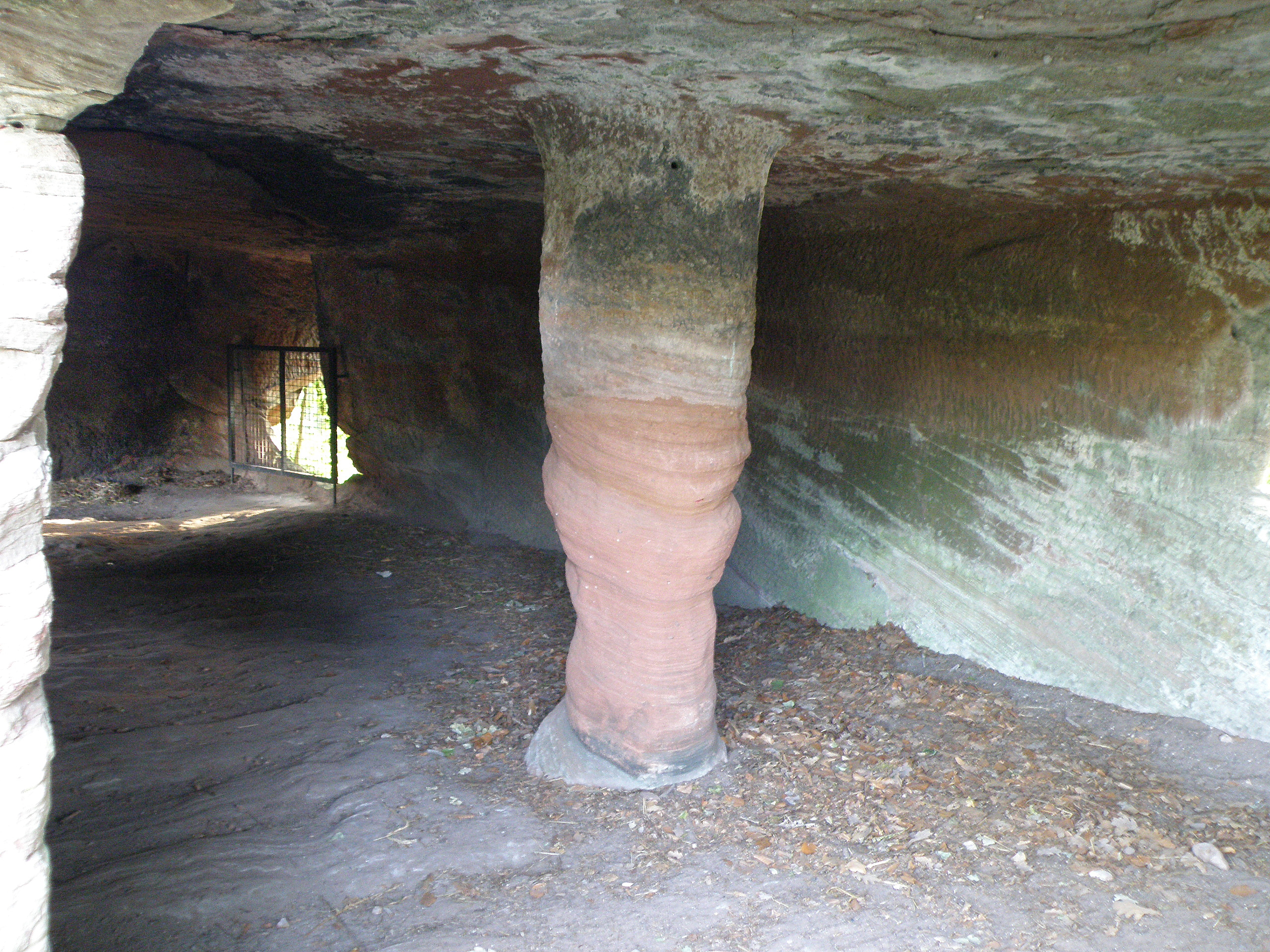
Salle troglodyte.
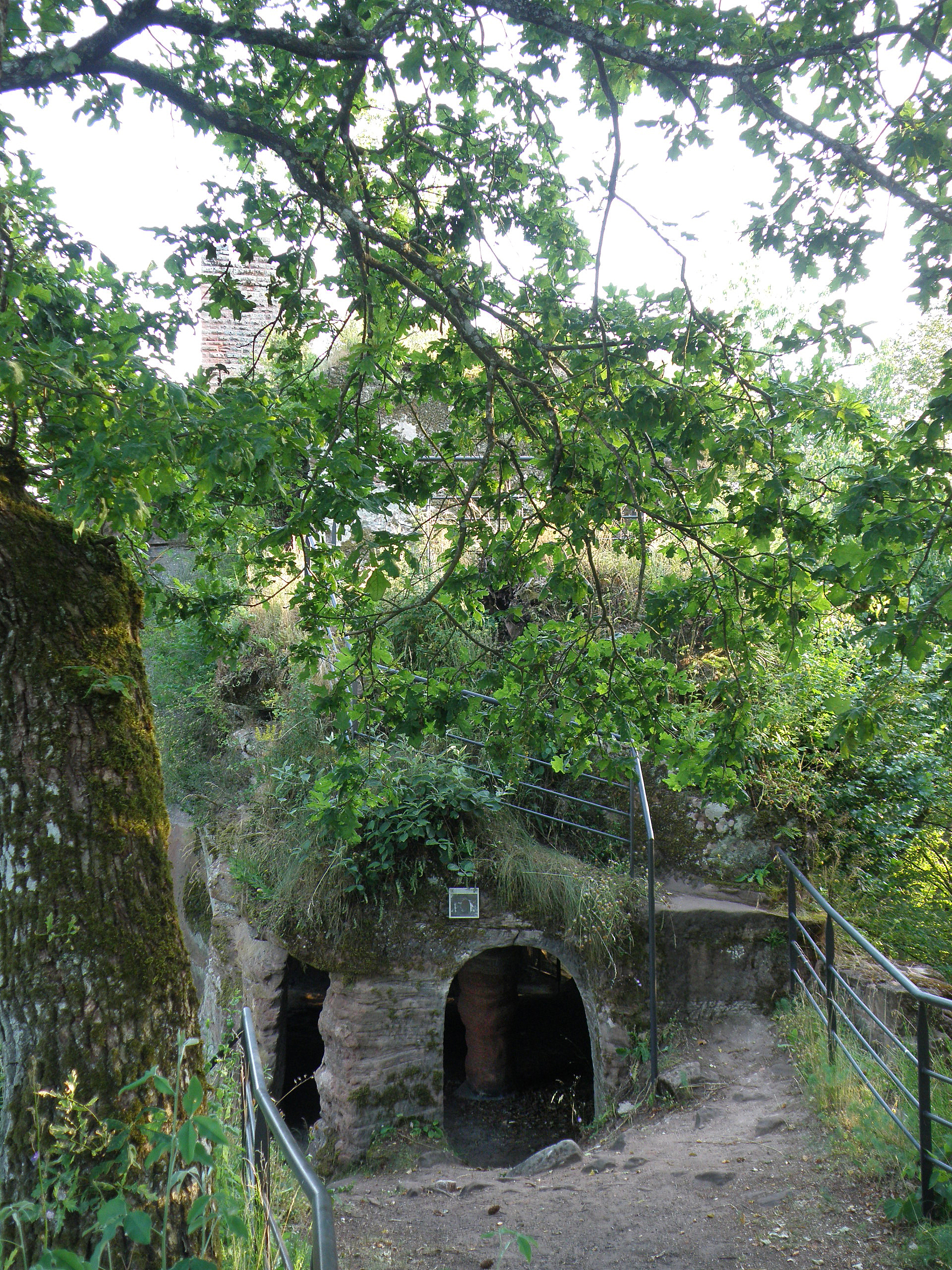
Entrée de la salle troglodyte.
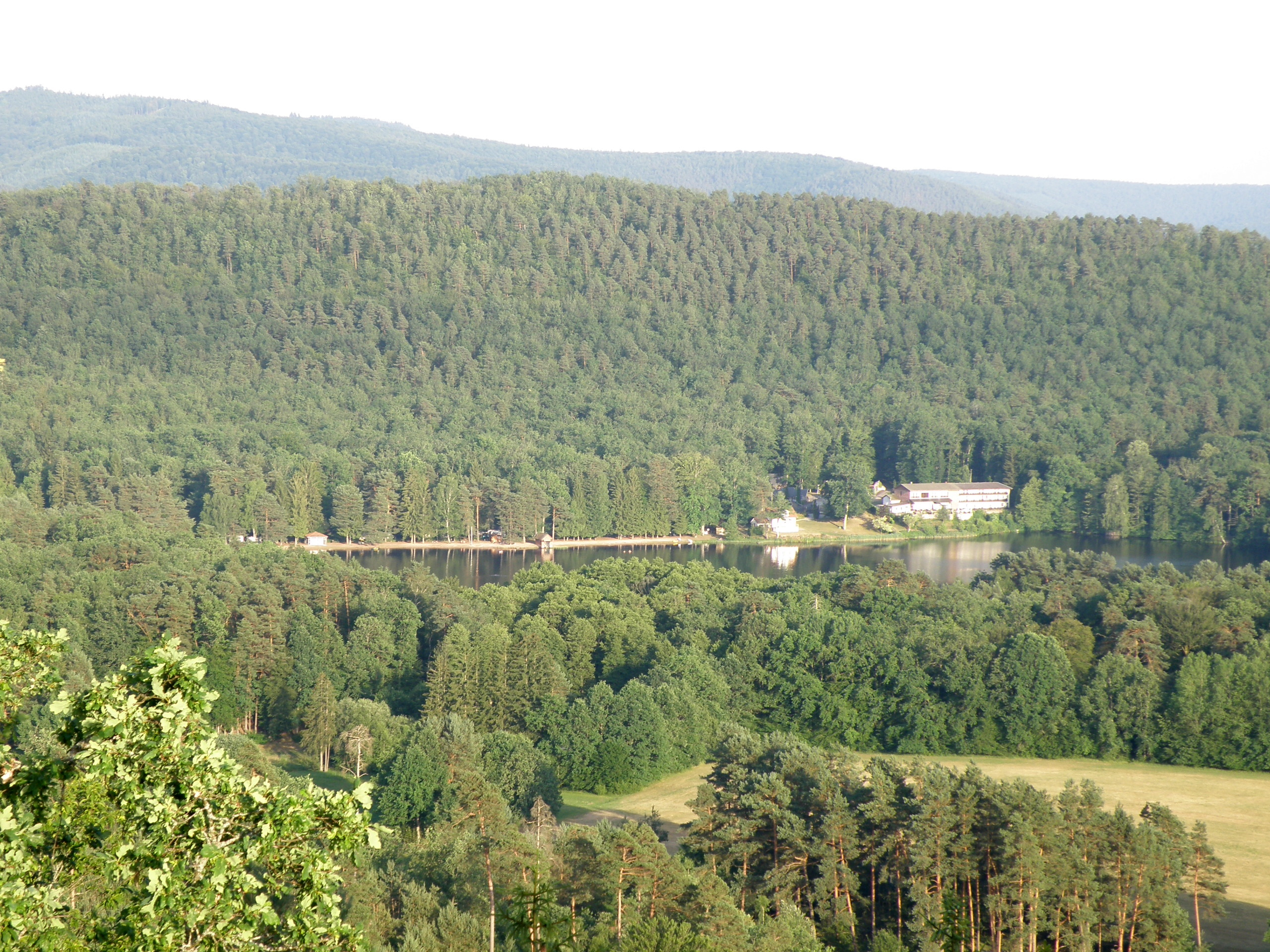
Vue sur l’étang de Hanau depuis la tour.